# Cyclamen colchicum
Cyclamen colchicum is een plant uit het geslacht Cyclamen. Hij komt voor op één vindplaats in de zuidwestelijke Kaukasus in Georgië (het vroegere Colchis), waar hij op een hoogte tussen de 300 en 800 meter groeit. 

## Kenmerken
Deze soort is verwant met Cyclamen purpurascens waarmee hij vroeger verward werd. Hij verschilt door zijn dikkere en taaie bladeren, meer hartvormig en afgeboord met fijne kraakbeenachtige tanden.
C. colchicum bewaart zijn bladeren het hele jaar door. De meeste andere cyclaamsoorten verliezen ze tijdens de zomer.

## Kweek
C. colchicum is minder winterhard dan zijn verwant uit de Alpen, maar wordt anderzijds op dezelfde manier gekweekt.
... · 
C. abchasicum · 
C. africanum · 
C. alpinum · 
C. balearicum · 
C. cilicium · 
C. colchicum · 
C. coum (Rondbladige cyclaam) · 
C. creticum · 
C. cyprium · 
C. elegans · 
C. graecum · 
C. hederifolium (Napolitaanse cyclaam) · 
C. intaminatum · 
C. libanoticum · 
C. mirabile · 
C. persicum · 
C. pseudibericum · 
C. parviflorum · 
C. purpurascens (Alpenviooltje) · 
C. repandum · 
C. rhodium · 
C. rohlfsianum · 
C. somalense · 
...